# Il principe di Ostia Bronx
Il principe di Ostia Bronx è un film documentario del 2018 diretto da Raffaele Passerini.
Il film è stato presentato in concorso al 14° Biografilm Festival.
Il film racconta la storia di due personaggi eccentrici, "Il principe" e "La contessa", molto noti nell'oasi naturista di Capocotta, sul litorale di Ostia.

## Riconoscimenti
- 2017 - Biografilm Festival
  - Life tales Award, Audience Award Italia e Biografilm Follower Award.[2]
- 2018 - Cinecittà Film Festival
  - Miglior film.[3]
- 2019 - Verona International Fillm Festival
  - Miglior film italiano.[4]